# Internet Explorer Mobile
Internet Explorer Mobile（以前稱為Pocket Internet Explorer；通常簡稱為IE Mobile）是一款由微软公司开发基於Trident排版引擎的行動瀏覽器，它装载于为手持式个人计算机开发的Windows Phone和Windows CE中，与微软的Internet Explorer有很多相似之处；然而，舊版本的Pocket Internet Explorer并不是基于同样的排版引擎。IE Mobile在Windows Phone上的版本比Windows Mobile平台上的功能更多。
目前支援的Internet Explorer Mobile版本Internet Explorer Mobile 11基於Internet Explorer 11的桌面版本，並隨Windows Phone 8.1一起提供。一個全新的瀏覽器，Microsoft Edge取代了Windows 10 Mobile中的Internet Explorer Mobile。

## 版本历史

### Pocket Internet Explorer
- 1996年11月，Pocket Internet Explorer首次内置于在新推出的Windows CE 1.0中。它并不是从Internet Explorer编码衍生出来的，而是尽量的编写得更加精简。随后推出的PIE 1.1支持Cookie，HTTPS，和SSL。
- 1997年9月，Windows CE 2.0推出的Pocket Internet Explorer 2.0增加了许多新的特性：脱机模式，改变图片以适应屏幕和更好的HTML支持，包括框架页和表格。
- 1998年7月，Windows CE 2.10推出的PIE 3.0，增加了对JScript的支持和一些安全协议。
- Pocket Internet Explorer 4.0首次支持ActiveX，CSS，VBScript，并对HTTPS以及高级HTML提供了更好的支持。PIE的Pocket PC 2002版对DHTML和XML提供了有限的支持，它还能浏览WAP网站──这是PC版Internet Explorer所不具有的功能。Internet Explorer 6.0增加了对IFrame的支持。现在，PIE是一个比较多功能的浏览器，支持FTP，XSLT，Cookie，GIF動畫以及其他一些功能。

### Internet Explorer Mobile
- 2009年1月，微软展示了Internet Explorer Mobile 6。微软在Microsoft 2009 CES Keynote上于Palm Treo Pro简短的演示了Internet Explorer Mobile 6，[2]后来又放出了在Toshiba TG01上运行的官方视频。[3]
- 2010年10月，Windows Phone 7預裝Internet Explorer Mobile 7。
- 2011年9月，Windows Phone 7.5預裝Internet Explorer Mobile 9。
- 2012年10月，Windows Phone 8預裝Internet Explorer Mobile 10。
- 2014年4月，Windows Phone 8.1预装Internet Explorer Mobile 11。

## 扩展
和电脑版一样，Pocket Internet Explorer的基础编译工具也向程序编写员开放。这让许多基于Pocket Internet Explorer的网络浏览器必须新增一些额外的功能。例如，新增加了“选项卡式”浏览窗口的浏览器有Webby Mobile和ftxPBrowser。